# Bernard Golse
Pour les articles homonymes, voir Golse.
Bernard Golse, né le 28 avril 1950, est pédopsychiatre, professeur des universités-praticien hospitalier émérite de psychiatrie de l'enfant et de l'adolescent à l'université Paris Descartes, psychanalyste et essayiste.

## Biographie

### Famille
Son père, Serge Golse, est gynécologue, rescapé des camps de concentration nazis et membre de l'Armée Juive. La famille de sa mère a elle aussi été déportée durant la Seconde Guerre mondiale.

### Formation
Bernard Golse est docteur en médecine de la faculté de médecine Paris-Descartes - Necker-Enfants malades (1979) et docteur en biologie humaine de l'université Paris-Diderot (1981). Il est chef de clinique dans le service de Pierre Debray-Ritzen à Necker, puis médecin-chef de l'hôpital de jour à l'Institut de puériculture de Paris (1983-1993) puis devient chef de service de psychiatrie infantile à l'hôpital Necker-Enfants malades (Paris), et professeur de psychiatrie de l'enfant et de l'adolescent à l'université Paris Descartes. Il est membre du Laboratoire de psychologie clinique et psychopathologie psychanalyse (PCPP EA 4056) de cette université.
Spécialiste du développement précoce et des niveaux archaïques du fonctionnement psychique, il s'est particulièrement intéressé au développement des processus de sémiotisation et de symbolisation chez l'enfant. Il a travaillé avec Serge Lebovici sur la psychiatrie du nourrisson et la psychanalyse de l'enfance.
Il est psychanalyste, membre de l'Association psychanalytique de France,.

### Responsabilités institutionnelles et associatives
Il est membre du Conseil supérieur de l'adoption et membre exécutif de l'Association internationale de psychiatrie de l'enfant et de l'adolescent et des professions affiliées (IAcapap).
Depuis 2013, Bernard Golse est président de l'association Cerep-Phymentin, organisme engagé dans la psychiatrie auprès d'enfants, d'adolescents et de familles et bénéficiant d'une reconnaissance d'utilité publique.
Il est membre fondateur en 1984 de l'association « Pikler Loczy France », dont il est président et président de l'Association pour la formation à la psychothérapie psychanalytique de l’enfant et de l’adolescent (AFPPEA). Il est membre fondateur de l'Association européenne de psychopathologie de l'enfant et de l'adolescent (Aepea).
Il dirige le site d'information sur la pédopsychiatrie « Psynem ».

### Activité éditoriale
Il est membre du comité de rédaction de la revue La Psychiatrie de l'enfant et du comité scientifique et rédactionnel de la revue Carnet Psy. Il est également membre du comité de l’Encyclopédie médico-chirurgicale et membre du comité de lecture de la revue Adolescence. Il est également codirecteur de la collection « Le fil rouge » des Presses universitaires de France, avec Gilbert Diatkine, Philippe Jeammet et Serge Lebovici.
Il a fait partie, avec Sophie de Mijolla-Mellor et Roger Perron, du comité éditorial du Dictionnaire international de la psychanalyse, dirigé par Alain de Mijolla et il est l'auteur de nombreuses entrées de ce dictionnaire.

### Orientation des recherches et prises de positions
Son approche psychanalytique quant aux problématiques relevant de l'autisme est fondée sur une clinique en milieu institutionnel qui prend également en compte les neurosciences. Il insiste sur la nécessité d’un dépistage précoce et prône une prise en charge multidimensionnelle des enfants, dans un esprit de complémentarité des disciplines et de collaboration entre professionnels et parents, afin que ces derniers sachent profiter des principales pratiques à leur disposition. L'analyse qu'il fait dans le Journal international de médecine, de la prise en charge de l'autisme en France, est critiquée dans l'éditorial suivant de la revue par Franck Ramus.
Bernard Golse a été invité avec Francis Perrin et le président de l'association Vaincre l'autisme M'hammed Sajidi, à la télévision sur LCI le 12 octobre 2005, à l'occasion d'une émission intitulée « L'autisme maltraité ».

#### Défense de la psychanalyse parmi les interventions en autisme
En 2009, Bernard Golse soutient dans Libération que « les psychothérapies psychanalytiques ont encore une place importante à tenir, moins pour éclairer sur la cause intime de l’autisme, que pour nous aider à mieux comprendre le monde interne de ces enfants dont les souffrances sont immenses ». En 2010, il déplore dans la presse l'intervention de l'État français en faveur de la méthode ABA, ce qui fait réagir Brigitte Axelrad, de l'AFIS, qui souligne ses positions pro-psychanalyse.
Le 14 février 2012, pendant Le Magazine de la santé sur France 5, Bernard Golse s'oppose aux conclusions de la Haute autorité de santé sur les interventions en autisme qui excluent la psychanalyse des interventions consensuelles, et soutient que la méthode ABA n'est pas validée scientifiquement,.
En décembre 2016, il s'oppose à une proposition de loi visant à interdire les pratiques psychanalytiques en matière d'autisme, soumise par le député Daniel Fasquelle qu'il qualifie d'« adversaire fanatique de la psychanalyse »,.

#### Classification nosologique et prévalence de l'autisme
Bernard Golse s'est exprimé à plusieurs reprises contre la pertinence de deux entités nosologiques relatives à l'autisme, présentes dans les classification médicales internationales CIM-10 et DSM-5 : les troubles envahissants du développement et les troubles du spectre de l'autisme,. Dans son ouvrage Mon combat pour les enfants autistes, il estime que « Tout mélanger dans TSA, trouble du spectre autistique, crée un problème majeur ». Il écrit par ailleurs « je suis de ceux qui pensent que l'autisme, au sens strict, demeure extrêmement rare », et qualifie les classifications qu'il incrimine de « méfait nosologique ».
Il s'oppose à la prise de position de l'État français en faveur de ces entités nosologiques,, estimant qu'« on englobe sous le nom de pathologie du “spectre autistique” des pathologies qui n’ont rien à voir, et cela les politiques ne peuvent pas le savoir et ils se font manipuler par une poignée d’associations de parents qui érigent des lobbyngs (sic) à plusieurs niveaux ».
Durant le 7e colloque sur les âges de la vie, organisé les 6 et 7 octobre 2017 par Catherine Bergeret-Amselek et parrainé par Anne Hidalgo, Bernard Golse déclare que les cas d'autisme de Kanner (voir autisme infantile) ne concernent qu'un enfant sur 5 000 (il déclare une naissance ou deux sur 10 000 dans son ouvrage), ce qui lui permet de les qualifier de « maladie rare »
. Il utilise la notion de trouble envahissant du développement (TED), considérant que le mot « autisme » est souvent employé pour des pathologies ne relevant pas de l'autisme, telles que la psychose symbiotique.

#### Résidence alternée
Dans le cadre des décisions de justice familiale relatives aux séparations parentales, Bernard Golse déconseille la résidence alternée pour les jeunes enfants. Il se base, entre autres, sur les travaux psychanalytiques de Geneviève Haag, et en conclut qu'« à la lumière de ces travaux, il semble bien aujourd’hui que le dispositif de la résidence alternée soit tout à fait à proscrire avant l’âge de 3 ans, environ. En effet, c’est pendant les deux ou trois premières années de la vie que s’élaborent les schémas d’attachement ». Il s'est beaucoup exprimé dans la presse généraliste à ce sujet, entre autres dans Le Monde, Le Point, L'Humanité, et AJ Famille. D'après RTL, il a déclaré à l'AFP que « la résidence alternée est aussi néfaste aux enfants de plus de six ans, en cas de conflit ».
Il a lancé avec d'autres pédopsychiatres une pétition d'opposition à la résidence alternée lorsqu'il existe une conflictualité entre les parents séparés, et ce quel que soit l'âge de l'enfant.
Par ailleurs, il déclare dans Le Monde que le syndrome d'aliénation parentale, souvent invoqué pour justifier les résidences alternées, est un « pur fantasme d'une nosographie psychiatrique prétendument moderne qui ne repose sur aucune base scientifique ». Il attaque à travers cette interview « certains lobbies de parents haineux ou esseulés et dont la garde de l'enfant n'est plus que la dernière arme envers leur ancien conjoint [...] ». Quelques jours après cette déclaration, Richard Walter, délégué de l'association SOS Papa pour le Loiret, répond à Bernard Golse.

## Polémiques

### Autisme
Bernard Golse s'est opposé plusieurs fois à M'hammed Sajidi, président de l'association Vaincre l'autisme, notamment vis-à-vis de la place[pas clair] de la psychanalyse dans l'autisme, et de l'utilisation de la classification française des troubles mentaux de l'enfant et de l'adolescent. Cela a donné lieu à la diffusion d'un document intitulé « Dénonciation des actes du Professeur Golse » par cette association, auquel Bernard Golse a répondu par un « Avertissement aux visiteurs du site Psynem », daté du 9 septembre 2011.
Il a également critiqué Josef Schovanec pour son emploi de la formulation « personne avec autisme », en répondant « les enfants que j'ai rencontrés ne sont pas des enfants habituels plus un autisme, ils ont une pathologie autistique qui les empêche d'être une personne, qui les empêche d'être un sujet »,. L'écrivain et militant autiste Hugo Horiot remet en cause l'approche thérapeutique de Bernard Golse, citant entre autres cette déclaration comme étant une insulte à la communauté autiste. Horiot explique aussi que Bernard Golse l'a accusé de « diffamation ».

#### Le Mur
Il est l'un des psychanalystes interviewés au sujet de l'autisme dans le film documentaire de Sophie Robert, Le Mur, sorti en 2012. Il témoigne que ses propos ont été tronqués au montage, mais n'a pas porté plainte contre la diffusion du film, contrairement à certains de ses collègues. Dans l'éditorial du Carnet Psy de janvier 2012, il estime que Le Mur a un « caractère parfaitement ignoble et malhonnête », et que la réalisatrice « nous impose seulement la dictature de son opinion ».

#### Packing
Favorable à la pratique du packing (ou enveloppements humides), il a soutenu Pierre Delion (premier auteur d'une étude française délivrant des conclusions favorables à la pratique du packing, publiée en 2018) pendant la controverse qui l'a opposé à l'association Vaincre l'autisme. Depuis 2011, un consensus scientifique international statue sur l'absence d'efficacité du packing, et le juge non-éthique. Il signe en 2016 une pétition demandant la suppression d'une circulaire pour l'interdiction de cette pratique.

## Publications
- Soigner, éduquer l'enfant autiste ?, avec Philippe Jean Parquet & Claude Bursztejn, Paris, Masson, 1990, coll. « Médecine et psychothérapie ».
- Insister-Exister. De l'être à la personne, Paris, Puf, 1990.
- Avec Claude Bursztejn, Penser, parler, représenter. Émergences chez l'enfant, Paris, Masson, 1990, collection «Médecine et psychothérapie».
- Le développement intellectuel et affectif de l'enfant, Paris, Masson, 1992.
- Dire : entre corps et langage. Autour de la clinique de l'enfance), avec Claude Bursztejn, Paris, Masson, coll. «Médecine et psychothérapie», 1993.
- (coll.) Naissance et développement de la vie psychique, Toulouse, Éditions Erès, coll. « 1001BB » no 003 1997
- Bébés agressifs, bébés agressés, avec Pierre Delion, Toulouse, Erès, coll. « 1001BB » no 056, 1998  (ISBN 978-2-7492-0971-5)
- Du corps à la pensée, Paris, PUF, 1999  (ISBN 2-13-051953-9)
- (coll.) Bébés en réanimation, naître et renaître, Paris, Odile Jacob, 2001  (ISBN 9782738109286)
- Avec Jean-Louis Le Run, Les premiers pas vers l'autre, Toulouse, Erès, 1001BB no 060, 2003  (ISBN 978-2-7492-0926-5)
- La grossesse, l'enfant virtuel et la parentalité, avec Sylvain Missonnier et Michel Soulé, Paris, Puf, 2004  (ISBN 2-13-054531-9)
- Psychopathologie du bébé, avec Christelle Bénony & Jean-Louis Pedinielli, Paris, Armand Colin, 2005  (ISBN 2-200-34142-3)
- (codir.) Autisme : état des lieux et horizons, avec Pierre Delion, Toulouse, Erès, coll. « Le Carnet psy », 2005  (ISBN 2-7492-0507-7)
- Récit, attachement et psychanalyse. Pour une clinique de la narrativité, avec Sylvain Missonnier, Toulouse, Erès, 2005  (ISBN 2-7492-0393-7)
- (coll.) Alain de Mijolla (dir.), Dictionnaire international de la psychanalyse, deux volumes, Paris, Hachette, 2005  (ISBN 2-01-279145-X)
- L'être-bébé : la question du bébé à la théorie de l'attachement, à la psychanalyse, et à la phénoménologie, Paris, Puf, 2006  (ISBN 978-2-13-055296-3)
- L'École à 2 ans, est-ce bon pour l'enfant ?, avec Claire Brisset, Paris, Odile Jacob, 2006  (ISBN 2738118224)
- Les enfants d'aujourd'hui : quoi de neuf chez les 0-7 ans ?, avec Boris Cyrulnik et Myriam Szeyer, Paris, Bayard, 2007  (ISBN 9782227477100)
- La Psychiatrie du bébé, avec Luiz Alavarez, Paris, Puf, coll. « Que sais-je », 2008  (ISBN 9782130567202)
- Qu'avons-nous fait du mandat transgénérationnel de Serge Lebovici ?, avec Nathalie Presme, Toulouse, Erès, coll. « 1001BB » no 096, 2008  (ISBN 978-2-7492-0967-8)
- Vers une neuropsychanalyse ?, avec Daniel Widlöcher, Lisa Ouss-Ryngaert et Nicolas Georgieff, Paris, Odile Jacob, 2009,  (ISBN 978-2-7381-2254-4)
- Les destins du développement chez l’enfant, Toulouse, Erès, coll. « La vie de l'enfant », 2010  (ISBN 2749212316)
- (coll.) Dépression du bébé, dépression de l'adolescent, Toulouse, Erès, 2012  (ISBN 978-2-7492-1199-2)
- La maltraitance infantile, par delà la bienpensée, Yapaka, Bruxelles, coll. « Temps d'arrêt », 2013, 34 p. (accessible en ligne)
- Mon combat pour les enfants autistes, Paris, Odile Jacob, 2013  (ISBN 9782738128782)
- Le Fœtus/bébé au regard de la psychanalyse. Vers une métapsychologie périnatale, avec Sylvain Missonnier, PUF, 2021  (ISBN 978-2130800873)
- (codir.) Des troubles sensoriels aux stratégies thérapeutiques: Autismes et psychanalyses IV, avec Marie Dominique Amy et Armelle Barral, Érès, 2022, 344 p.,  (ISBN 2749272394)